# Bellmont, Illinois
Bellmont là một làng thuộc quận Wabash, tiểu bang Illinois, Hoa Kỳ. Năm 2010, dân số của làng này là 276 người.

## Dân số
Dân số qua các năm:
- Năm 2000: 297 người.
- Năm 2010: 276 người.